# Бритто, Джеррел
Джеррел Пит Джесси Бритто (англ. Jerrel Pete Jesse Britto; 4 июля 1992 года, Порт-оф-Спейн, Тринидад и Тобаго) — тринидадский футболист, нападающий. Игрок сборной Тринидада и Тобаго.

## Карьера
Воспитанник клуба «Сан-Хуан Джаблоти». В 18 лет дебютировал за главную команду. С первых матчей форвард проявил свое голевое чутьё. В 2011 года молодого Бритто пригласил к себе «Дабл-Ю Коннекшн». Вместе с командой он дважды выиграл титул чемпиона страны, а также побеждал в Карибском клубном чемпионате.
В 2015 году форвард решил попробовать свои силы в Мексике, однако закрепиться в составе «Мурселагоса» ему не удалось. Весь сезон Бритто на правах аренды выступал за гватемальский «Малакатеко». Вернувшись на родину, нападающий вновь обрел голевое чутьё в «Ма Пау Старз». В 2017 году он вновь решил попытать свои силы в зарубежном первенстве и перешёл в «Гондурас Прогресо». В первой половине 2018 года тринидадец выступал за другой гондурасский клуб «Реал Сосьедад», с июля 2018 года выступает за «Платенсе».

## Сборная
Джеррел Бритто выступал за молодёжную и олимпийскую сборную Тринидада и Тобаго. 12 ноября 2017 года форвард дебютировал за главную национальную команду страны в товарищеском матче со против сборной Гренады, который завершился со счетом 2:2.

## Достижения
- Победитель Клубного чемпионата КФС: 2013
- Чемпион Тринидада и Тобаго (2): 2011/12, 2013/14
- Обладатель Кубка Тринидада и Тобаго (2): 2010/11, 2013/14